# 金宵大廈2
《金宵大廈2》（英語：Barrack O'Karma 1968）是2022年香港電視廣播有限公司和優酷聯合拍攝製作的時裝愛情奇幻穿越電視劇，由陳山聰及李施嬅主演，並由伍詠薇、趙希洛、張彥博、胡鴻鈞、湯洛雯、丁子朗、鄭子誠、韋家雄、林子善、郭子豪及連詩雅聯合演出，編審為羅佩清，監製為葉鎮輝。此劇為《金宵大廈》的續集。陳山聰憑此劇於《萬千星輝頒獎典禮2022》獲得「最佳男主角」獎。葉鎮輝憑此劇於《Asian Academy Creative Awards》獲得「Best Direction - Fiction」香港區獎。李施嬅憑劇集插曲"相愛萬年"榮獲第7屆VIP音樂榜頒獎禮 -VIP最佳演鐸獎 - 金獎/ VIP熱選歌曲創作大獎。她同時入圍亞洲電視大奬2022最佳女主角最後八強。《萬千星輝頒獎典禮2022》最佳女主角/馬來西亞最喜愛女主角獎同時唯一進入最後五強。

## 播出時間

### 首播
| 頻道               | 所在地               | 首播日期      | 播出時間                 | 備註                |
| ------------------ | -------------------- | ------------- | ------------------------ | ------------------- |
| 埋堆堆             | 中国大陆             | 2022年4月4日  |                          | 與翡翠台同步播出    |
| myTV Gold點播區    | 香港                 | 2022年4月4日  |                          | 與翡翠台同步播出    |
| TVB Anywhere點播區 | TVB Anywhere服務地區 | 2022年4月4日  |                          | 與翡翠台同步播出    |
| Astro GO           | 马来西亚             | 2022年4月4日  |                          | 與Astro AOD同步播出 |
| 翡翠台             | 香港                 | 2022年4月4日  | 星期一至五 21:30－22:30  |                     |
| 翡翠台             | TVB Anywhere服務地區 | 2022年4月4日  | 星期一至五 21:30－22:30  |                     |
| Astro AOD          | 马来西亚             | 2022年4月4日  | 星期一至五 21:30－22:30  |                     |
| LiTV 線上影視      | 臺灣                 | 2022年4月6日  | 每週三至週日更新         |                     |
| SCTV 9             | 越南                 | 2022年4月11日 | 星期一至五 21:00 - 22:00 |                     |

## 故事大綱
咖啡店東主Maurice（陳山聰飾）於金宵大廈突然失蹤，後雖被尋回，卻失去記憶，其性情亦大變。Maurice的女朋友Ella（李施嬅飾）亦察覺到對方有異樣，遂決定到金宵大廈一探究竟。Ella卻無意中進入了金宵大廈七樓半的神秘空間，並發現該空間實為現實以外的平行時空。與此同時，一些居於現實世界中金宵大廈內的住客，都因為大廈神秘的力量而接連遭遇怪事。出乎意料，Ella在平行時空內發現了另外一個金宵大廈的世界，發現了住客另外一些遭遇，更發現了另外一個自己，繼而得知自己實與另一個跟Maurice有相同模樣的男子Joey彼此有著心靈感應。二人為了這種感應，乃開展了穿梭於現實和平行時空中的旅程。然而，Ella和Joey在尋找真相的過程中，也逐漸發現更多有關金宵大廈未知的可能。

## 角色

### 主演
| 演員           | 角色 | 暱稱／關係 |
| 何珀廉（童年） | 周 意 （Joey） | 自由記者 大界之師父，後被其出賣 兒時住在金宵大廈 童年時曾在金宵大廈的七樓半遇見Ella及與其成為朋友，並獲對方送予相機，後將音樂鑰匙扣送予對方，後因其移民而與其失聯 真正與Ella有愛的感應的人，後與其有感情線 於平行時空中曾調查金宵大廈被優質地產公司收購事件，後被眾人以為消失，實則到了現實時空 在所屬的時空得知大界被MIA收買後與其發生爭執及打鬥，後被金宵大廈帶到另一個時空，間接導致大界誤認Maurice為其而被捉走 於第1集出現 於第3集在金宵大廈的天台被Ella尋回時全身赤裸並暈倒，後到金宵大廈尋找自己失去的記憶 於第4集起將在高芊攝影找到的相機內的照片沖曬，以協助尋找自己失去的記憶，於第12集發現該相機能拍下金宵大廈的不同時空 於第10集在金宵大廈的天台感應到身處平行時空的Ella，於同集結尾在夢境中與Ella相認 於第12集確認阿Lam帶回現實時空中的并非Ella，於同集結尾在靚寶的引導下見到身處平行時空的Ella 於第13集識穿Lydia假扮Ella，為尋找Ella而使計令Lydia說出前往金宵大廈平行時空的方法 於第13集結尾在自己的逗貓球的引導下在樓梯打開前往七樓半的通道，前往金宵大廈的七樓半與Ella相會 於第14集返回其原先所屬的金宵大廈平行時空，後得知大界曾出賣自己 於第16集被捉到神秘空間進行記憶改造，後遇到被MIA折磨的Maurice 於第18集被大界帶回金宵大廈尋找含有MIA罪證的菲林，後遇到重傷的Ella，並陪伴其渡過最後的時間 於第19集使用瀕死方法穿越至過去意圖改變Ella命運，最終失敗 於第20集阻止失意的Lydia自殺時跌進大廈𨋢槽，以赤裸和失憶姿態被金宵大廈轉往原時空的天台上，由此展開了前19集故事的循環，而Ella的結局均為枉死 於第20集從林若思得悉世界陷入不完美循環和能夠找出微小突破點的概念，同時得悉穿越世界不止經七樓半這個方法，有所頓悟後和Lydia告別，（由於平行時空的金宵大廈的七樓半消失，使其無法回到現實世界，只能靠其他方法來穿越時空）展開了穿越時空的旅程，尋找最終得到平安的Ella，中間經歷了《金宵大廈》和精神病人的故事 參見單元十《原點》 |
| 陳山聰         | 周 意 （Joey） | 自由記者 大界之師父，後被其出賣 兒時住在金宵大廈 童年時曾在金宵大廈的七樓半遇見Ella及與其成為朋友，並獲對方送予相機，後將音樂鑰匙扣送予對方，後因其移民而與其失聯 真正與Ella有愛的感應的人，後與其有感情線 於平行時空中曾調查金宵大廈被優質地產公司收購事件，後被眾人以為消失，實則到了現實時空 在所屬的時空得知大界被MIA收買後與其發生爭執及打鬥，後被金宵大廈帶到另一個時空，間接導致大界誤認Maurice為其而被捉走 於第1集出現 於第3集在金宵大廈的天台被Ella尋回時全身赤裸並暈倒，後到金宵大廈尋找自己失去的記憶 於第4集起將在高芊攝影找到的相機內的照片沖曬，以協助尋找自己失去的記憶，於第12集發現該相機能拍下金宵大廈的不同時空 於第10集在金宵大廈的天台感應到身處平行時空的Ella，於同集結尾在夢境中與Ella相認 於第12集確認阿Lam帶回現實時空中的并非Ella，於同集結尾在靚寶的引導下見到身處平行時空的Ella 於第13集識穿Lydia假扮Ella，為尋找Ella而使計令Lydia說出前往金宵大廈平行時空的方法 於第13集結尾在自己的逗貓球的引導下在樓梯打開前往七樓半的通道，前往金宵大廈的七樓半與Ella相會 於第14集返回其原先所屬的金宵大廈平行時空，後得知大界曾出賣自己 於第16集被捉到神秘空間進行記憶改造，後遇到被MIA折磨的Maurice 於第18集被大界帶回金宵大廈尋找含有MIA罪證的菲林，後遇到重傷的Ella，並陪伴其渡過最後的時間 於第19集使用瀕死方法穿越至過去意圖改變Ella命運，最終失敗 於第20集阻止失意的Lydia自殺時跌進大廈𨋢槽，以赤裸和失憶姿態被金宵大廈轉往原時空的天台上，由此展開了前19集故事的循環，而Ella的結局均為枉死 於第20集從林若思得悉世界陷入不完美循環和能夠找出微小突破點的概念，同時得悉穿越世界不止經七樓半這個方法，有所頓悟後和Lydia告別，（由於平行時空的金宵大廈的七樓半消失，使其無法回到現實世界，只能靠其他方法來穿越時空）展開了穿越時空的旅程，尋找最終得到平安的Ella，中間經歷了《金宵大廈》和精神病人的故事 參見單元十《原點》 |
| Maurice        | 咖啡師／咖啡店店主 Ella之男友 曾與Lydia有交往，且視Lydia為自己的最愛 於第1集登場 於第2集救出被困在金宵大廈七樓半的Ella後要求對方忘記他，後前往平行時空，因被大界誤認為周意而被捉走並失蹤，後被MIA進行洗腦 於第16集被同樣遭MIA囚禁的周意發現，因對方向其提及Lydia而逐漸恢復記憶 於第18集被MIA折磨致死 於第19集出現的平行世界中一度進入七樓半，後被阿Lam阻止，並沒有和Lydia相遇 參見單元一《七樓半》、單元十《原點》 | |
| 精神病人       | 60年代的精神病患者，實為穿越時空的周意 在金宵大廈的地盤被尋回時全身赤裸，並稱自己來自另一個世界，因而被送往精神病院 向精神病院醫生說出在金宵大廈內所發生的事 於第1集登場 於第8集在因精神病院主任對其進行電擊治療而心跳停止，後獲救 第14集企圖逃離精神病院但失敗，被制服後向精神病院醫生表示其需要依靠逗貓球(或用以吸引靚寶)才能回到原本所屬的時空 於第17集在精神病院醫生替其尋回逗貓球後逃出精神病院，在離開前畫了故事結局，留給精神病院醫生 故事揭露其此前已穿梭多個平行世界和時空，最終也能想起尋找Ella的初衷並展開全新的旅程 | |
| 蕭偉明         | 參見《金宵大廈》 於第20集出現在精神病人離開前給精神病院醫生留下的故事結局的描述中出現 | |
| 劉旭輝         | 參見《金宵大廈》 於第20集出現在精神病人離開前給精神病院醫生留下的故事結局的描述中出現 | |
| 建築師         | 金宵大廈建築師 參見單元十《原點》 | |
| 謝妤恩（童年） | Ella | 金宵大廈業主立案法團主席，繼承亡父資產而成為金宵大廈大業主及相機店店主 兒時住在金宵大廈 童年時曾在金宵大廈的七樓半遇見周意及與其成為朋友，並將相機送予對方，後因移民而與其失聯 希望賣掉金宵大廈及辭任業主立案法團主席 Maurice之女友 與周意有愛的感應，後與其有感情線 Jessie Yuen之好友 十分怕貓，因與靚寶的接觸而逐漸克服對貓的恐懼 於第1集登場 於第2集被困在金宵大廈的七樓半，後被Maurice救出，並發現對方對金宵大廈十分熟悉，但被對方要求忘記他 於第3集在金宵大廈天台發現昏迷的「Maurice」（周意），後發現其失去記憶及性格大變 於第8集發現眼前的「Maurice」（周意）並非真正的Maurice，後為尋找他而前往金宵大廈七樓半，並進入平行時空 於第9集發現自己當日在金宵大廈天台尋回的人不是Maurice，而真正與自己有愛的感應的人亦不是Maurice，於第12集得知其為周意 於第10集在金宵大廈的天台感應到身處現實時空的周意，於同集結尾在夢境中與周意相認 於第10集遇見Lydia 於第12集從大界口中了解周意的背景，於同集結尾在靚寶的引導下見到身處現實時空的周意 於第13集結尾在靚寶的引導下在金宵大廈的七樓半與周意相會 於第14集留在金宵大廈的平行時空協助周意尋找其失去的記憶 於第18集被治安官刺傷，在尋回周意後因失血過多而死 於第19集在周意改變過去後的時空與Maurice成為好友，沒有與Maurice或周意相戀，但會莫名地感受到悲傷和哭泣，不過不知道自己與周意有感應；在與阿Lam交往後逐漸失去與周意的感應，但隱約覺得阿Lam不是自己命中註定的另一半 於第20集在周意改變過去後的時空中被陳喜力於七樓半殺死，在最後一次循環中被阿Lam救出，後從阿Lam得悉自己與周意有愛的感應，並等待與周意重逢 每次死亡時均出現代表矛盾和變異的紅蝴蝶，大量的紅蝴蝶最終把周意和其他金宵大廈相關人物和事物扯進前19集故事的循環之中，直至最後一次循環中被阿Lam找到整個循環的突破點 參見單元一《七樓半》、單元二《雙魚》、單元五《對倒》、單元十《原點》                                         |
| 李施嬅         | Ella | 金宵大廈業主立案法團主席，繼承亡父資產而成為金宵大廈大業主及相機店店主 兒時住在金宵大廈 童年時曾在金宵大廈的七樓半遇見周意及與其成為朋友，並將相機送予對方，後因移民而與其失聯 希望賣掉金宵大廈及辭任業主立案法團主席 Maurice之女友 與周意有愛的感應，後與其有感情線 Jessie Yuen之好友 十分怕貓，因與靚寶的接觸而逐漸克服對貓的恐懼 於第1集登場 於第2集被困在金宵大廈的七樓半，後被Maurice救出，並發現對方對金宵大廈十分熟悉，但被對方要求忘記他 於第3集在金宵大廈天台發現昏迷的「Maurice」（周意），後發現其失去記憶及性格大變 於第8集發現眼前的「Maurice」（周意）並非真正的Maurice，後為尋找他而前往金宵大廈七樓半，並進入平行時空 於第9集發現自己當日在金宵大廈天台尋回的人不是Maurice，而真正與自己有愛的感應的人亦不是Maurice，於第12集得知其為周意 於第10集在金宵大廈的天台感應到身處現實時空的周意，於同集結尾在夢境中與周意相認 於第10集遇見Lydia 於第12集從大界口中了解周意的背景，於同集結尾在靚寶的引導下見到身處現實時空的周意 於第13集結尾在靚寶的引導下在金宵大廈的七樓半與周意相會 於第14集留在金宵大廈的平行時空協助周意尋找其失去的記憶 於第18集被治安官刺傷，在尋回周意後因失血過多而死 於第19集在周意改變過去後的時空與Maurice成為好友，沒有與Maurice或周意相戀，但會莫名地感受到悲傷和哭泣，不過不知道自己與周意有感應；在與阿Lam交往後逐漸失去與周意的感應，但隱約覺得阿Lam不是自己命中註定的另一半 於第20集在周意改變過去後的時空中被陳喜力於七樓半殺死，在最後一次循環中被阿Lam救出，後從阿Lam得悉自己與周意有愛的感應，並等待與周意重逢 每次死亡時均出現代表矛盾和變異的紅蝴蝶，大量的紅蝴蝶最終把周意和其他金宵大廈相關人物和事物扯進前19集故事的循環之中，直至最後一次循環中被阿Lam找到整個循環的突破點 參見單元一《七樓半》、單元二《雙魚》、單元五《對倒》、單元十《原點》                                         |
| Lydia          | 金宵大廈住戶／演員 身手了得 曾前往現實時空及遇上Maurice Maurice之秘密情人 於第9集被提及，於第10集正式登場 於第10集返回平行時空後遇見Ella，並得知Maurice的戀人為Ella，於同集被阿Lam帶到現實時空後一直假扮Ella 於第13集被周意識穿自己假扮Ella，後告知對方前往金宵大廈的另一個時空需由靚寶或阿Lam帶領到金宵大廈的七樓半 於第15集灌醉阿Lam，企圖使其說出Maurice的下落 於第18集從周意口中得知Maurice已被MIA害死後刺傷大界 於第20集從林若思得悉世界陷入不完美循環和能夠找出微小突破點的概念，同時得悉穿越世界不止經七樓半這個方法，有所頓悟後決定不再執意改變，以銘記與Maurice的愛情經歷為生存下去的動力，和Joey告別選擇留下 參見單元五《對倒》、單元十《原點》 | |
| 精神病院醫生   | 60年代的精神病醫生 經常聆聽精神病人（周意）說金宵大廈內所發生的事 於第1集登場 於第14集開始懷疑精神病人（周意）真的來自平行時空 於第17集替精神病人（周意）尋回逗貓球，間接協助其逃走，使其不用接受腦葉切除手術 於第20集前往金宵大廈，在天台遇上建築師，因其模樣跟周意相同而知道對方為其命中注定的另一半 參見單元十《原點》 | |
| 章 瑋（Alex）  | 參見《金宵大廈》 於第20集出現在精神病人離開前給精神病院醫生留下的故事結局的描述中 | |
| 楊玉華（Coco） | 參見《金宵大廈》 於第10集在阿Lam的回憶中出現 於第20集出現在精神病人離開前給精神病院醫生留下的故事結局的描述中 | |
| Mavis          | 靚 寶 | 靚寶大神（Ella專稱） 黑貓／流浪貓，在金宵大廈生活多年，經常神出鬼沒 能透過不同的方法來（金宵大廈的七樓半是其中的一個方法）穿越不同時空 於第1集登場 於第8集帶Ella到金宵大廈的七樓半 於第12集結尾引導身處不同時空的Ella與周意見面 於第13集結尾再次引導身處不同時空的Ella與周意於七樓半連接空間相會 於第20集(六十年代)帶精神病院醫生去到金宵大廈的天台，牠與一隻白貓相遇，亦令精神病院醫生遇見金宵大廈的建築師 參見單元十《原點》 、《金宵大廈》 |

### 住戶
| 演員   | 角色               | 暱稱／關係 |
| 伍詠薇 | 李淑芬             | 芬姐 七樓住戶 家庭主婦 郭渺渺之母 於第1集登場 參見單元二《雙魚》 |
| 蘇皓兒 | 郭渺渺             | 渺渺 七樓住戶 李淑芬之女 於第1集登場 參見單元二《雙魚》 |
| 湯洛雯 | 黎倩儀             | 倩儀 九樓住戶 私人補習老師 見義勇為、樂於助人 羅伊麗、張梓朗之朋友 於第2集登場，並在離家時目睹陳生力三爺孫，因懷疑陳喜力父子虐老而揚言公開直播，被陳喜力將其頭部撞向牆部而暈倒，後無恙 於第7集在Louisa被無理住客欺凌時替其出頭 於第11集協助張梓朗在其家中安裝錄影鏡頭，後協助其照顧羅伊麗 參見單元七《OPPA》 |
| 洋     | 陳生力             | 陳伯 九樓單位長命契業主之一 家族從事殯儀業 陳喜力之父 陳健力之祖父 於第1集登場 於第2集因人體自燃而死，實際上於第1集已死 參見單元一《七樓半》 |
| 鄭子誠 | 陳喜力             | 「福佳堂」殯葬經紀，家族從事殯儀業，在九樓所居住的單位經營無牌骨灰場 陳生力之子 陳健力之父 於第1集登場 於第2集因人體自燃而死 參見單元一《七樓半》 |
| 曾展望 | 陳健力             | 九樓住戶 「福佳堂」殯葬學徒 陳喜力之子 陳生力之孫子 於第1集登場 於第2集因人體自燃而死，實為被燒死 參見單元一《七樓半》 |
| 黃子雄 | 吳乃強             | 吳生 退休人士 吳周小紅之夫，與其飼有一犬 其僱用的外籍傭工總是不能在其家中長期工作 於第2集登場 參見單元四《姐姐》 |
| 樊亦敏 | 周小紅             | 吳太 退休人士 吳乃強之妻，與其飼有一犬 其僱用的外籍傭工總是不能在其家中長期工作 於第2集登場 參見單元四《姐姐》 |
| 黃婉華 | Louisa             | LuLu 菲律賓傭工，在吳家工作 於第7集登場 參見單元四《姐姐》 |
| 趙頌茹 | 羅伊麗             | 伊麗 九樓住戶 單親媽媽 張梓朗之母 黎倩儀之朋友 於第1集登場 參見單元六《仿客》 |
| 熊倬樂 | 張梓朗             | 梓朗、朗豬 九樓住戶 小學生 羅伊麗之子 黎倩儀之朋友 於第1集登場 參見單元六《仿客》 |
| 謝東閔 | 大 界 （平行時空） | 七樓A室住戶 自由記者 周意之徒弟，後因被MIA抓去強迫接受MIA的洗腦療程,而出賣其 因誤將Maurice當成周意而將其捉到MIA 受MIA指使尋找含有MIA及優質地產公司罪證的菲林，並參與折磨Maurice及周意，以尋找菲林的下落 於第12集登場，並主動接近身在金宵大廈大平行時空的Ella，以套問周意下落 於第14集假裝協助周意尋回記憶，企圖套問對方之前所取得有關MIA保險及「優質地產公司」的罪證，在認定其假扮失憶後持槍威脅對方，並告知其自己曾出賣他 於第18集被Lydia刺傷，雖不會死亡，但被困於異空間中，永遠無法走出金宵大廈 |

### 商戶
| 演員           | 角色                       | 暱稱／關係 |
| 張彥博（青年） | 阿Lam／林若思 （平行時空） | 林哥仔、林老師 「高芊攝影」新店主／店主 於第4集登場 唯一一個得悉金宵大廈存在平行時空，能透過不同的方法來（金宵大廈的七樓半是其中的一個方法）穿越金宵大廈的不同時空，並守護不同時空中的楊玉華（包括Ella及Lydia），希望能與其中一個時空的她修成正果 不能喝酒，在喝醉後會狐仙附身並失控襲擊他人 於第10集前往金宵大廈的平行時空，誤認當時因感情失落而醉酒的Lydia為Ella，並將其帶到劇中主時空 於第12集向周意暗示金宵大廈存在平行時空 於第14集發現自己當時從平行時空帶回來的人不是Ella 於第15集因被Lydia灌醉而變成狐仙附身狀態，並企圖襲擊Lydia 於第16集帶Lydia回所屬時空 於第20集與眾人陷入前19集故事循環之時，在靚寶引導下認清實況，開展整個循環的突破點，在七樓半救出Ella後離開 參見單元十《原點》 、《金宵大廈》 |
| 劉 江          | 阿Lam／林若思 （平行時空） | 林哥仔、林老師 「高芊攝影」新店主／店主 於第4集登場 唯一一個得悉金宵大廈存在平行時空，能透過不同的方法來（金宵大廈的七樓半是其中的一個方法）穿越金宵大廈的不同時空，並守護不同時空中的楊玉華（包括Ella及Lydia），希望能與其中一個時空的她修成正果 不能喝酒，在喝醉後會狐仙附身並失控襲擊他人 於第10集前往金宵大廈的平行時空，誤認當時因感情失落而醉酒的Lydia為Ella，並將其帶到劇中主時空 於第12集向周意暗示金宵大廈存在平行時空 於第14集發現自己當時從平行時空帶回來的人不是Ella 於第15集因被Lydia灌醉而變成狐仙附身狀態，並企圖襲擊Lydia 於第16集帶Lydia回所屬時空 於第20集與眾人陷入前19集故事循環之時，在靚寶引導下認清實況，開展整個循環的突破點，在七樓半救出Ella後離開 參見單元十《原點》 、《金宵大廈》 |
| 胡鴻鈞         | 小 程                      | 「里程旗袍」店主，繼承家族的旗袍店，家族三代均為旗袍裁縫 於第1集登場 參見單元九《嫁衣》 |
| 劉天龍         |                            | 「珍寶華茶記」老闆（第1－3、7、10－15集） |
| 譚焯升         |                            | 「珍寶華茶記」伙計（第1－3、7、10－15集） |
| 黃梓瑋         |                            | 「珍寶華茶記」伙計（第1－3、7、10－15集） |
| 李海生         | 釗 哥                      | 「高芊攝影」負責人 負責打理Ella父親留下的相機店，在Ella找到阿Lam接手相機店後退休（第1、3、9、20集） |
| 崔錦棠         |                            | 金宵大廈保安（第2－3、5、12－14集） |
| 霍健邦         |                            | 網吧店主（第5、11、14、19集） |
| 鄔嘉駿         |                            | 網吧店主（第5、11、14、19集） |

### 單元故事

#### 單元一：七樓半（第1－2集）
| 演員   | 角色    | 暱稱／關係 |
| 洋     | 陳生力  | 金宵大廈九樓住戶 陳喜力之父 陳健力之祖父 於60年代與白威及兩名友人「朝日」及「藍妹」以長命契方式購入一個單位，最後在世者將擁有最終業權，因此希望白威去世，從而成為單位唯一的業主 於第1集喝珍珠奶茶時因追打靚寶而不慎跌倒，被鋼飲管插中頭部，失血過多而死，於次日早上「詐屍」，被兒孫隱暪至白威死亡當天 於第2集在金宵大廈的異空間把陳健力推向人體自燃的陳喜力，三人同歸於盡 名字影射生力啤酒                                                                                                |
| 鄭子誠 | 陳喜力  | 「福佳堂」殯葬經紀／金宵大廈九樓住戶 為錢財而不擇手段 陳生力之子 陳健力之父 表面上與父親及兒子相處融洽，但內心對兩人極度埋怨 希望白威去世，使陳生力成為單位唯一的業主 於第2集發現陳生力「詐屍」後隱瞞此事，在被黎倩儀懷疑自己虐老時將其頭部撞向牆壁，使其暈倒；同集當Ella懷疑陳生力已死並打算報警時企圖掐死對方，在捉拿Ella不果後在金宵大廈的佈局下回到異空間的家中，並因人體自燃而死 名字影射喜力 於第20集在周意改變過去後的時空中因Ella在升降機上遇上「詐屍」陳生力後打算報警而把其刺死 |
| 曾展望 | 陳健力  | 「福佳堂」殯葬學徒／金宵大廈九樓住戶 陳喜力之子、陳生力之孫 希望白威去世，使陳生力成為單位唯一的業主 於第2集在陳喜力的要求下隱瞞陳生力「詐屍」一事；同集在金宵大廈異空間的家中被「詐屍」狀態的陳生力推向正在人體自燃的陳喜力而被燒死 名字影射健力士 |
| 陳狄克 | 白 威   | 醫院病人 白麒麟之父 於60年代與陳生力及其他兩名友人以長命契方式購入金宵大廈一個單位 於第1集在醫院數次心臟停頓，但都被成功搶救，於第2集在陳生力「詐屍」數天後去世 姓名影射百威 |
| 邵卓堯 | 白麒麟  | 白威之子 於第1集向陳喜力提出放棄搶救父親的條件要求換取其單位一半業權，但被陳喜力拒絕 名字影射麒麟啤酒 |
| 陳山聰 | Maurice | 咖啡師／咖啡店店主 Ella之男友 於第2集假裝出差，實際前往金宵大廈的七樓半，後救走被陳喜力追殺的Ella |
| 李施嬅 | Ella    | 金宵大廈業主立案法團主席 Maurice之女友 於第2集跟蹤Maurice至金宵大廈，在升降機被困時遇見從隔壁升降機穿牆而至的陳生力，被陳喜力、陳健力救出後因懷疑陳生力已死而幾乎被陳喜力掐死，及後逃脫 |

#### 單元二：雙魚（第3－4集）
- 據監製葉鎮輝表示，此單元故事靈感乃取材自2015年於美國發生的迪迪·布朗夏爾謀殺案。[9]

| 演員           | 角色   | 暱稱／關係 |
| 伍詠薇         | 李淑芬 | 芬姐 家庭主婦／金宵大廈七樓住戶 郭榮之前妻 郭渺渺之母，多年來獨力撫養其，但亦在情感上控制其 雙魚座 十多年前與郭榮爭吵期間，不慎將腐蝕性液體潑在郭渺渺臉上，導致其左臉毀容 多年來利用女兒被毀容一事「賣慘」，以獲媒體關注及大眾援助 欲透過媒體訪問迫使Ella放棄收回自己所住的單位 於第4集因為牆上的黑色污跡而勾起女兒毀容的回憶；同集尋回離家出走的郭渺渺並與她和好，期間遭遇車禍，成為殘疾人士 於第19集在周意改變過去後的時空中與郭渺渺相處融洽，但仍舊騙取社會大眾同情 影射迪迪·布朗夏爾（Dee Dee Blanchard）                                 |
| 林靖文（童年） | 郭渺渺 | 渺渺 金宵大廈七樓住戶 郭榮、李淑芬之獨生女 雙魚座 在毀容後被李淑芬獨力撫養，並被其情感控制，一直想擺脫其控制 於八歲時在父母爭執期間被李淑芬以腐蝕性液體不小心灼傷左臉而毀容；被灼傷後在牆上留下血手印，手印其後成為黑色污跡 因左臉毀容而需接受多次植皮手術，曾數次出現併發症，導致其免疫系統比常人弱及患有腎病，需經常進出醫院 於第4集幾乎被李淑芬虐待，後離家出走；同集與李淑芬和好，並同意李淑芬一直以來的價值觀，開始照顧殘疾的李淑芬以獲媒體關注及大眾援助 於第19集在周意改變過去後的時空中與李淑芬相處融洽 影射吉普賽·蘿絲（Gypsy Rose） |
| 蘇皓兒         | 郭渺渺 | 渺渺 金宵大廈七樓住戶 郭榮、李淑芬之獨生女 雙魚座 在毀容後被李淑芬獨力撫養，並被其情感控制，一直想擺脫其控制 於八歲時在父母爭執期間被李淑芬以腐蝕性液體不小心灼傷左臉而毀容；被灼傷後在牆上留下血手印，手印其後成為黑色污跡 因左臉毀容而需接受多次植皮手術，曾數次出現併發症，導致其免疫系統比常人弱及患有腎病，需經常進出醫院 於第4集幾乎被李淑芬虐待，後離家出走；同集與李淑芬和好，並同意李淑芬一直以來的價值觀，開始照顧殘疾的李淑芬以獲媒體關注及大眾援助 於第19集在周意改變過去後的時空中與李淑芬相處融洽 影射吉普賽·蘿絲（Gypsy Rose） |
| 李施嬅         | Ella   | 金宵大廈業主立案法團主席／金宵大廈大業主 打算收回李淑芬母女所住的單位但不果 於第19集在周意改變過去後的沒打算收回單位，亦同情李淑芬母女遭遇 |
| 吳瑞庭         | 郭 榮  | 李淑芬之前夫 郭渺渺之父 於十多年前與李淑芬爭執後，離家出走及拋妻棄女，後被前妻和女兒冤枉而坐牢 於第4集在李淑芬的回憶出現 |

#### 單元三：城寨英雄GO!（第5－6集）
| 演員                                      | 角色           | 暱稱／關係 |
| 韋家雄                                    | 任世嘉         | 任天堂之父 於第5集進入「城寨英雄GO！」的遊戲世界尋找其子，後發現畢得了實際上為其子，於第6集回到現實世界 遊戲中角色為朝陽 名字影射世嘉 |
| 劉頌鵬 （現實世界）／ 林子善 （遊戲世界） | 任天堂／畢得了 | 患有漸凍症 任世嘉之子 楊洋、豪強、阿晴之網友，與三人組成電競隊，從沒與其他成員見面，只在網上交流。原因要解散電競隊而相約與楊洋等人於網吧相聚，但因被困於「城寨英雄GO！」之中而無法應約 早於楊洋等人被拉入「城寨英雄GO！」的遊戲世界，遊戲中角色本為朝陽，因在遊戲中死亡而變成畢得了，並失去現實世界的記憶 於第5集末受傷時因宕機被父親發現其真正身份，後於第6集尋回自我及與父親相認 於第6集擊敗楊竹鑾，成為贏家，因知道在現實世界的自己恢復健康無望，而決定留在遊戲世界生活，及解放各由玩家變成的遊戲角色（很大機會都是MIA作品），並於現實世界中因肺炎死亡 其新角色造型為大帥哥 於第19集在周意改變過去後的時空中其漸凍症還未發病或不太嚴重，此時間點的劇情暗示其實為阿晴所言的電競隊隊長，但與之前劇情一樣從未與楊洋等人表明身份及於現實世界相見 現實世界姓名影射任天堂 遊戲世界形象參見《城寨英雄》及《大帥哥》 |
| 劉子碩                                    | 楊 洋          | 任天堂、豪強、阿晴之網友，與三人組成電競隊，經常光顧金宵大廈的網吧 於第1集登場 於第5集在試玩新遊戲「城寨英雄GO！」時被拉入遊戲世界，於第6集回到現實世界 遊戲中角色為段迎風 |
| 伍禮騫                                    | 豪 強          | 任天堂、楊洋、阿晴之網友，與三人組成電競隊，經常光顧金宵大廈的網吧 於第1集登場 於第5集在試玩新遊戲「城寨英雄GO！」時被拉入遊戲世界，於第6集回到現實世界 遊戲中角色為龍成虎 |
| 李君妍                                    | 阿 晴          | 任天堂、楊洋、豪強之網友，與三人組成電競隊，經常光顧金宵大廈的網吧 於第1集登場 於第5集在試玩新遊戲「城寨英雄GO！」時被拉入遊戲世界，於第6集回到現實世界 遊戲中角色為刁蘭 |
| 唐嘉麟                                    | 狗 公          | 任天堂、楊洋、豪強、阿晴之網友 任世嘉於第5集以其帳號登入「城寨英雄GO！」 |
| 吳家樂                                    | 馮春美         | 遊戲角色 九龍城寨色情業龍頭／安樂樓老闆 遊戲中武力值排行第三 參見《城寨英雄》 |
| 歐瑞偉                                    | 楊竹鑾／天干   | 遊戲角色 九龍城寨砵仔糕店老闆／殺手 遊戲中武力值排行第一 前身亦為遊戲玩家，並在通關後修改遊戲代碼成為可操縱遊戲角色及劇情的主宰者 於第6集因與眾人打鬥時分身過多而令遊戲程式變慢，被畢得了乘機擊敗 參見《城寨英雄》 |
| 鄧伊婷                                    | 朝 霞          | 遊戲角色 遊戲中為朝陽、段迎風與馮春美賭局的荷官 參見《城寨英雄》 |
| 朱斐斐                                    | 李懷鑫         | 遊戲角色 電髮鋪員工 爛賭發之女 被果欄莽姦殺 參見《城寨英雄》 |
| 威廉陳                                    | 果欄莽         | 遊戲角色 姦殺李懷鑫 參見《城寨英雄》 |
| 林可悅                                    |                | 遊戲角色 城寨居民 |
| 林慧君                                    |                | 遊戲角色 城寨居民 |
| 文竣瑋                                    |                | 遊戲角色 馮春美之手下 |
| 周亦鵬                                    |                | 遊戲角色 馮春美之手下 |
| 陳嘉俊                                    |                | 遊戲角色 馮春美之手下 |

#### 單元四：姐姐（第7－8集）
| 演員   | 角色     | 暱稱／關係 |
| 黃子雄 | 吳乃強   | 爸爸 退休人士／金宵大廈住戶 吳周小紅之夫 Lulu之父 阿邦之岳父 Louisa之雇主 於第7集在得知Louisa的秘密後表示對方能繼續在吳家工作，實則意圖將其精神改造為LuLu 把以往聘請的傭人均改稱為Lulu，當作其女兒照顧，曾使多名傭人因過份代入其女兒角色而陷入精神錯亂並離職 |
| 樊亦敏 | 吳周小紅 | 媽媽 退休人士／金宵大廈住戶 不懂英語 吳乃強之妻 Lulu之母 阿邦之岳母 Louisa之雇主 於第7集在Louisa的房間安裝錄影鏡頭，得知Louisa的秘密後表示對方能繼續在吳家工作，實則意圖將其精神改造為Lulu 把以往聘請的傭人均改稱為Lulu，當作其女兒照顧，曾使多名傭人因過份代入其女兒角色而陷入精神錯亂並離職 |
| 黃婉華 | Luella   | Lulu 吳乃強、吳周小紅之獨生女 阿邦之妻 職業為一名心理治療師 已在交通意外去世 於第19集在周意改變過去後的時空中未知會否因交通意外而死，但Ella建議其盡快更換舊車，很可能因此避免死亡的命運而存活，同時也改寫其父母憶女成狂而聘請相似的外傭改造為她的命運 |
| 黃婉華 | Louisa   | 菲律賓傭人，在吳家工作 患有嚴重抑鬱症及夢遊 在家鄉育有一名8歲的兒子，被丈夫欺壓 把以前任傭人時懷下的未成形胎兒自行墮胎並製成標本放在玻璃瓶內，常懷念死去的胎兒，夜間常把死胎當作活嬰兒餵養 經常被母親索取金錢，因此欠中介公司大額金錢 於第7集開始到吳家工作，被吳周小紅告知不可進入其女兒的房間，同集被吳氏夫婦知道其秘密，二人表示其可以繼續留在吳家工作，但被二人改造為Lulu，最終在吳氏夫婦改造及洗腦下逐漸與Lulu同化 於第8集得知真相後崩潰，並企圖離開金宵大廈，但不果，最終在金宵大廈異空間的幻覺下接受Lulu的身份 |
| 林景程 | 阿 邦    | LuLu之夫 吳乃強、吳周小紅之女婿 針對Louisa，提示其身份是傭人，而不是吳氏夫婦的女兒，更警告其離開，實則不希望其受吳氏夫婦洗腦變為Lulu 於第8集反鎖吳氏夫婦協助Louisa出走，但在金宵大廈的幻覺中已接受Louisa變為Lulu |
| Hummer | 咕 碌    | 吳氏夫婦所養之愛犬 |

#### 單元五：對倒（第9－10集）
- 發生在平行時空（靚寶帶Ella到達的金宵大廈七樓半時空）

| 演員                | 角色 | 暱稱／關係 |
| 謝妤恩（童年）      | Ella | 於第8集為尋找Maurice而主動要求靚寶帶她到金宵大廈七樓半的平行時空 於第9集在平空時空被眾人誤認為Lydia，於同集在金宵大廈天台被四爺脅逼簽協議書，不果後被困在天台險遭凍死 於第10集成功逃離天台，但被李茂安及其手下圍困，趁其不備時逃走，後因遇到Lydia而獲救 |
| 李施嬅              | Ella | 於第8集為尋找Maurice而主動要求靚寶帶她到金宵大廈七樓半的平行時空 於第9集在平空時空被眾人誤認為Lydia，於同集在金宵大廈天台被四爺脅逼簽協議書，不果後被困在天台險遭凍死 於第10集成功逃離天台，但被李茂安及其手下圍困，趁其不備時逃走，後因遇到Lydia而獲救 |
| Lydia （平行時空）  | 演員／金宵大廈住戶 文太之好友 團結金宵大廈的住戶拒絕搬遷 於第9集被眾人誤以為到外地出差，實為前往Maurice所處的劇中主時空 於第10集返回原本其所屬的時空，並救了被李茂安及其手下圍困的Ella 於第10集被阿Lam帶到劇中主時空 | |
| 趙希洛              | 四 爺 （平行時空） | 「優質地產公司」地產高管 為逼遷金宵大廈的住戶而不擇手段 李茂安之上司 MIA保險投保人 於第9集登場 於第9集指使聲東、擊西在金宵大廈縱火，並將罪責推給李茂安；於同集在金宵大廈天台威脅Ella簽署協議書，不果後將其困在天台上欲凍死其 於第10集被李茂安及其手下挖取右眼，後為報復李茂安而閹割其 於第10集因受幻覺影響而槍殺聲東及擊西 於第10集與李茂安互相殘殺，最後在金宵大廈的升降機失血過多而死 |
| 黃建東              | 李茂安 (平行時空） | 茂利安 「優質地產公司」地產經紀，在金宵大廈面臨清拆時負責收樓 四爺之下屬，並不滿其 於第9集被四爺插贓嫁禍入獄，后在接到徐小姐電話后購買MIA保險以向四爺報仇 於第10集與手下挖出四爺右眼，後被四爺及其手下閹割 於第10集與四爺互相殘殺，最後在金宵大廈的升降機失血過多而死 |
| 鄭子誠              | 陳獅威 （平行時空） | 陳燕京之父 被逼遷出金宵大廈 名字影射獅威 參見單元一《七樓半》 |
| 曾展望              | 陳燕京 （平行時空） | 陳獅威之子 被逼遷出金宵大廈 名字影射燕京啤酒 參見單元一《七樓半》 |
| 伍詠薇              | 文 太 （平行時空） | 金宵大廈住戶 文女之母，二人相處融洽 與丈夫相處和睦 Lydia之好友 協助Lydia團結金宵大廈的住戶拒絕搬遷 參見單元二《雙魚》 |
| 蘇皓兒              | 文 女 （平行時空） | 金宵大廈住戶 文太之女，二人相處融洽 沒被毀容 參見單元二《雙魚》 |
| 易智遠              | 南 轅 | 李茂安之手下 |
| 董敬文              | 北 轍 | 李茂安之手下 |
| 鄧智堅              | 聲 東 | 四爺之手下 於第10集被陷入幻覺的四爺槍殺 |
| 盧峻峯              | 擊 西 | 四爺之手下 於第10集被陷入幻覺的四爺槍殺 |
| 姚亦澧              | | 治安官 |
| 袁鎮業              | | 治安官 |
| 林秀怡 （聲音演出） | 徐小姐 | MIA保險客戶專員 曾數次致電李茂安，遊說其購買MIA保險 名字影射TVB營業部徐小姐 |

#### 單元六：仿客（第11－12集）
| 演員                | 角色 | 暱稱／關係 |
| 周珈慜（童年）      | 羅伊麗 | 伊麗 單親媽媽／網吧店員／金宵大廈九樓住戶 羅振興之女 張梓朗之母 於所住的單位經營私影，長年欠租 童年時曾接觸MIMI 於第11集起擔任何懿星之競選助理，相信其能為其兒子創造幸福未來，但實際是被其利用 於第11集被包租公強姦 於第12集意識到MIMI實為自己之心魔，後携同MIMI跳樓自殺身亡 於第19集在周意改變過去後的時空中因獲得Ella介紹新工作而改善經濟狀況，沒有遇上惡運和MIMI，而改變自殺的結局 |
| 趙頌茹              | 羅伊麗 | 伊麗 單親媽媽／網吧店員／金宵大廈九樓住戶 羅振興之女 張梓朗之母 於所住的單位經營私影，長年欠租 童年時曾接觸MIMI 於第11集起擔任何懿星之競選助理，相信其能為其兒子創造幸福未來，但實際是被其利用 於第11集被包租公強姦 於第12集意識到MIMI實為自己之心魔，後携同MIMI跳樓自殺身亡 於第19集在周意改變過去後的時空中因獲得Ella介紹新工作而改善經濟狀況，沒有遇上惡運和MIMI，而改變自殺的結局 |
| MIMI                | 羅伊麗之心魔（生靈） 隨機向不同小學生發送訊息，但網上傳聞會逼人傷害自己 被羅伊麗稱為怪物，實為其年少時因險被人傷害時的怨念而生的生靈 於第11集與張梓朗聯絡，提議幫助其對付壞人，於同集捉走包租公 於第12集捉走何懿星，於同集隨羅伊麗一同墮樓而消失 | |
| 熊倬樂              | 張梓朗 | 梓朗、朗豬 小學生／金宵大廈九樓住戶 羅伊麗之子 羅振興之外孫 性格比同齡人早熟 擅長畫畫，於第11集收錢替莫志佳畫畫參加比賽 於第11集因擔心母親安全而購買錄影鏡頭，由黎倩儀協助其在家中安裝 於第11集開始與MIMI聯絡，其後視其為朋友 於第12集在羅伊麗自殺後被送往孤兒院 於第19集在周意改變過去後的時空中，獲Ella和阿Lam介紹當兒童模特兒，因而改變失去母親及變成孤兒的命運                    |
| 陳國峰              | 何懿星 | Raymond 區議員候選人 於第11集認識羅伊麗，後欺騙其感情，並陷害其洗黑錢 於第12集宣布退選，於同集被MIMI捉走後失蹤 |
| 趙啓嵐              | 莫志佳 | Timmy 張梓朗之同學，用零用錢讓其代自己畫畫 |
| 容羨媛              | | 莫志佳之母 |
| 魏惠文              | 包租公 | 羅伊麗之房東，經常借機非禮其 於第11集強姦羅伊麗，後被MIMI捉走後失蹤 |
| 彭翔翎              | | 何懿星之助選團成員 |
| 嘉 駿               | 宅 男 | 化名派派幫幫 普哇普哇普 羅伊麗之私影顧客，於第11集拿出小刀要脅其做出真正的流血獨眼造型，在誤傷羅伊麗後逃走 |
| 招世亮 （聲音演出） | 羅振興 | 羅伊麗之父 張梓朗之外公 認為張梓朗的出生是羅伊麗的負擔 在羅伊麗自殺後不肯收養張梓朗，導致其須入住孤兒院 |
| 徐綽恩              | Yuka | 小學生 張梓朗之同學 |

#### 單元七：OPPA（第13－14集）
| 演員   | 角色      | 暱稱／關係 |
| 湯洛雯 | 黎倩儀    | 倩儀、Miss Lai（學生專稱） 前合約教師／私人補習老師／追星族／金宵大廈九樓住戶 金碩訓之忠實粉絲 於第13集將紙板人Kim帶回家，在許願能與金碩訓見面時剛有流星出現，而使紙板人成為金碩訓 與紙板人變成的Kim有感情線 於第19集在周意改變過去後的時空中沒有成為追星族 姓名影射無綫電視編劇黎倩儀 |
| 郭子豪 | 金碩訓    | Kim、Kim Kim（黎倩儀及其學生專稱） 韓國偶像組合成員 黎倩儀之偶像 因需長期訓練導致壓力過大而酗酒，並一度希望能夠暫停演藝工作和休息 於第13集原定在香港開演唱會，後因被懷疑醉酒裸跑而隱藏自己的行蹤 於第14集在金宵大廈出現，並脅持黎倩儀 於第14集告知黎倩儀與紙板人Kim自己因工作壓力過大而有了退出娛樂圈的想法，後在紙板人Kim幫助下成功製造其假死現象，並默默離開香港 於第19集在周意改變過去後的時空中為一名喜劇演員 造型影射朴志訓 |
| 郭子豪 | 紙板人Kim | 紙板人 於第13集被黎倩儀帶回家，在其許願後有彗星出現而成為金碩訓，但保留紙板的特性，例如被水弄濕後會變軟及破損 一度以為自己是真正的金碩訓，於第14集得知自己是紙板人 與黎倩儀有感情線 多次假扮金碩訓開直播表演，替其保持人氣 於第14集得悉金碩訓想退出娛樂圈而回歸普通人生活後決定與其合作，最後犧牲自己成功為對方製造其在直播途中意外墮海死亡之假象                                                                                |
| 馮素波 |           | 黎倩儀之外婆 鄭少秋之粉絲 患有腦退化症，居於安老院，只認得黎倩儀及鄭少秋 |
| 黃靖童 | Abby      | 中學生 黎倩儀之學生 金碩訓之粉絲 |
| 黃可盈 | Bella     | 中學生 黎倩儀之學生 金碩訓之粉絲 |

#### 單元八：吃播（第15－16集）
- 此單元取材自N號房事件及YouTuber Kate Yup 失蹤事件。[11][12]
- 發生在Joey改變過去後的時空

| 演員   | 角色             | 暱稱／關係 |
| 丁子朗 | 甘逸鴻           | 阿甘、Baby（劉雪盈專稱） 網名騎士阿甘 「U.F.O.」外賣員，經常到金宵大廈送外賣 劉雪盈之男友 於第1集登場 於第15集因劉雪盈介紹而觀看Jessica F的吃播影片，最初視Jessica F為競爭對手，後懷疑其被強逼拍攝吃播影片及被犯罪集團禁錮，並聯絡各網友尋找Jessica F的下落 於第15集在網友協助下找到懷疑Jessica F的拍片地點，被在場的湯貴祥打傷，後主動聯絡湯貴祥協助調查其女兒失蹤事件 於第15集與湯貴祥及Nana Wong到廢棄工場尋找Jessica F的下落 於第16集發現Nana Wong為MIA首席遊戲設計師，而Jessica F實為MIA製造的遊戲《Lost & Found》的虛擬「動態捕捉」角色人物，但懷疑並非事實真相 於第16集為使網民相信事件背後有重大陰謀，製作自己被暴打的影片，使《Lost & Found》遊戲被無限期擱置 於第16集被劉雪盈迷暈後遭綁架，成為宣傳《Lost & Found》Part 2 的虛擬「動態捕捉」角色 將之囚禁之技術很大可能等同於《城寨英雄GO!》能夠將眾人意識、體感和認知轉往遊戲世界之技術 |
| 伍樂怡 | 劉雪盈           | Suki、Baby（甘逸鴻專稱） 化妝品售貨員 甘逸鴻之女友 喜歡觀看吃播影片 於第8集登場 於第16集曾短暫失蹤，後疑受MIA威脅而協助綁架甘逸鴻 |
| 阮 兒  | Nana Wong        | 彈珠 網名鐵血金剛彈彈珠 MIA首席遊戲設計師 丈夫因海難失蹤 育有一名四歲女兒 協助甘逸鴻、湯貴祥尋找湯美寶 於第15集與甘逸鴻及湯貴祥在廢棄工場尋找Jessica F的下落，實為拍攝ARG，但甘逸鴻認為並非事實真相 於第16集在《Lost & Found》遊戲被無限期擱置後稱會讓甘逸鴻知道真相，翌日在對方的車後箱内留下一個硬碟，後被一輛疑為MIA指使的拖車撞到，最後不治 |
| 鄭雋熹 | 粉紅寶寶不吃兔兔 | 網民 協助甘逸鴻、湯貴祥尋找湯美寶 |
| 梁百川 | 泰愛沙拉骨       | 網民 協助甘逸鴻、湯貴祥尋找湯美寶 |
|        | 野結姨           | 網民 協助甘逸鴻、湯貴祥尋找湯美寶 |
| 白 彪  | 湯貴祥           | 祥哥 馬來西亞華人 湯美寶之父 在女兒去年失蹤後一直尋找其下落，懷疑Jessica F是其失蹤女兒 於第15集與甘逸鴻及Nana Wong到廢棄工場尋找Jessica F的下落，期間突然失蹤 於第16集被Nana Wong在訪問中提及因其身體出現問題，已回家鄉休養 於第16集給甘逸鴻發訊息表示自己安全，但被對方懷疑非其真人 |
| 蔡嘉欣 | Chloe            | 网名Jessica F 吃貨主播 其頻道發布的影片中以眼罩矇眼，只露鼻子以下的部分，並疑似利用摩斯密碼在影片中發出求救訊號 於第15集被網友懷疑其已遭綁架及禁錮，並被強逼拍攝吃播影片，實為宣傳遊戲《Lost & Found》，但甘逸鴻認為並非事實真相 |
| 蔡嘉欣 | 湯美寶           | Mabel 大學生 湯貴祥之獨生女 由去年開始失蹤 |
| 謝芷倫 | Macy             | 主持 於第16集訪問Nana Wong |

#### 單元九：嫁衣（第17－18集）
- 發生在Joey改變過去後的時空

| 演員   | 角色     | 暱稱／關係 |
| 胡鴻鈞 | 小 程    | 裁縫／「里程旗袍」店主 出生於裁縫世家，家中三代均從事旗袍製作 公開陳列於其旗袍店的嫁衣假人，實為其祖父之女裁縫師父之化身；女裁縫心儀小程祖父，但因小程祖父最終另覓對象完婚而懷恨在心，並化身為嫁衣，成為小程的家傳之寶，兼為里程旗袍店的鎮店之寶，為非賣非租品 於第17集在顧客朱太的辦公室遇見葉科雲，並對其一見鍾情，在得到其聯絡方式後會暗中監視其行蹤 於第17集在發現葉科雲喜歡小動物後用網名 Kitty Lau 開設社交帳號及發布靚寶的照片，藉此與其拉緊距離 於第17集在發現Dave Lee背著葉科雲約出租女友後設計令二人分手 於第18集在幻覺中用剪刀刺中穿著嫁衣的假人，於同集發現幻覺為嫁衣假人的佈局，後答應假人的要求，放棄追求葉科雲，並化身西裝假人與嫁衣假人結為夫婦，以圓嫁衣假人穿著嫁衣出嫁之夙願，令葉科雲甦醒 |
| 連詩雅 | 葉科雲   | Florence、科雲 朱太之秘書，後辭職 Dave Lee之未婚妻，後分手 小程之暗戀對象，與其有感情線 喜歡小動物，經常餵飼流浪貓狗 於第17集與Dave Lee分手後辭職，並到里程旗袍工作 於第18集在嫁衣假人的暗示下發現小程的計劃，於同集受嫁衣假人詛咒而被竹枝插傷，後因小程為其犧牲而康復 於第19集回到里程旗袍尋找小程，但不果 |
| 黃俊豪 | Dave Lee | Dave 戴生之下屬，被戴太揭發其與戴生在泰國舉行性愛派對，後被解僱並跑路 葉科雲之未婚夫，背著其約出租女友 小程之情敵 於第17集被小程設計，使其被逼跑路及與葉科雲分手 |
| 區靄玲 | 方 太    | 小程之顧客 |
| 潘芳芳 | 戴 太    | 小程之顧客 做偏門生意起家 被小程勸說於丈夫生日當天出其不意地到泰國與其慶祝，因而揭發戴生在泰國舉行性愛派對 因認為Dave Lee帶壞自己丈夫而解僱其 |

#### 單元十：原點（第19－20集）
| 演員               | 角色 | 暱稱／關係 |
| 何珀廉（童年）     | 周 意 （平行時空） | Joey 於第19集使自己在浴缸內遇溺及身處生死邊緣，並成功回到過去改變Ella及Maurice的命運 於第19集結尾逗貓球的引導下見到身處金宵大廈現實世界的Ella 於第20集阻止失意的Lydia自殺時跌進大廈𨋢槽，以赤裸和失憶姿態被金宵大廈轉往原時空的天台上，由此展開了前19集故事的循環，而Ella的結局均為枉死 於第20集從林若思得悉世界陷入不完美循環和能夠找出微小突破點的概念，同時得悉穿越世界不止經七樓半這個方法，有所頓悟後和Lydia告別，（由於平行時空的金宵大廈的七樓半消失，使其無法回到現實世界，只能靠其他方法來穿越時空）展開了穿越時空的旅程，尋找最終得到平安的Ella，中間經歷了《金宵大廈》和精神病人的故事實時空的Ella |
| 陳山聰             | 周 意 （平行時空） | Joey 於第19集使自己在浴缸內遇溺及身處生死邊緣，並成功回到過去改變Ella及Maurice的命運 於第19集結尾逗貓球的引導下見到身處金宵大廈現實世界的Ella 於第20集阻止失意的Lydia自殺時跌進大廈𨋢槽，以赤裸和失憶姿態被金宵大廈轉往原時空的天台上，由此展開了前19集故事的循環，而Ella的結局均為枉死 於第20集從林若思得悉世界陷入不完美循環和能夠找出微小突破點的概念，同時得悉穿越世界不止經七樓半這個方法，有所頓悟後和Lydia告別，（由於平行時空的金宵大廈的七樓半消失，使其無法回到現實世界，只能靠其他方法來穿越時空）展開了穿越時空的旅程，尋找最終得到平安的Ella，中間經歷了《金宵大廈》和精神病人的故事實時空的Ella |
| Maurice            | 咖啡師／咖啡店店主 於第19集在周意改變過去後的時空與Ella成為好友，但沒有與其相戀 於第19集被靚寶帶到金宵大廈的七樓半，後被阿Lam阻止進入七樓半，因而沒有與Lydia相遇 | |
| 建築師             | 金宵大廈建築師 於第20集在金宵大廈的天台眺望景色並遇見精神病院醫生，並以此作為所有金宵大廈後世故事發生的起點 | |
| 謝妤恩（童年）     | Ella | 於第19集在周意改變過去後的時空與Maurice成為好友，沒有與Maurice或周意相戀，但會莫名地感受到悲傷和哭泣，不過不知道自己與周意有感應；在與阿Lam交往後逐漸失去與周意的感應，但隱約覺得阿Lam不是自己命中註定的另一半 於第19集結尾見到身處金宵大廈平行時空的周意而再次與其產生感應，並逐漸記起兒時與周意的 於第20集在周意改變過去後的時空中被陳喜力於七樓半殺死，在最後一次循環中被阿Lam救出，後從阿Lam得悉自己與周意有愛的感應，並等待與周意重逢經歷 |
| 李施嬅             | Ella | 於第19集在周意改變過去後的時空與Maurice成為好友，沒有與Maurice或周意相戀，但會莫名地感受到悲傷和哭泣，不過不知道自己與周意有感應；在與阿Lam交往後逐漸失去與周意的感應，但隱約覺得阿Lam不是自己命中註定的另一半 於第19集結尾見到身處金宵大廈平行時空的周意而再次與其產生感應，並逐漸記起兒時與周意的 於第20集在周意改變過去後的時空中被陳喜力於七樓半殺死，在最後一次循環中被阿Lam救出，後從阿Lam得悉自己與周意有愛的感應，並等待與周意重逢經歷 |
| Lydia （平行時空） | 於第19集提議周意以身處生死邊緣的方式回到過去，以改變Ella及Maurice的命運，後從周意口中得知在改變過去後的時空中的Maurice沒有到過金宵大廈的平行時空，亦不認識自己 於第20集從林若思得悉世界陷入不完美循環和能夠找出微小突破點的概念，同時得悉穿越世界不止經七樓半這個方法，有所頓悟後決定不再執意改變，以銘記與Maurice的愛情經歷為生存下去的動力，和Joey告別選擇留下 | |
| 精神病院醫生       | 於第20集前往金宵大廈，在天台遇上金宵大廈的建築師，在此揭示所處時空為所有金宵大廈後世故事的真正原點 | |
| 張彥博（青年）     | 阿Lam／林若思 （平行時空） | 林哥仔、林老師 「高芊攝影」店主 能透過不同的方法來（金宵大廈的七樓半是其中的一個方法）穿越不同時空 於第19集在周意改變過去後的時空中與Ella交往；於同集阻止Maurice進入金宵大廈的七樓半 於第20集認清狀況後決定放棄追尋屬於自己的楊玉華，並在突破循環拯救Ella後離開 於第20集以晚年樣貌來到2045年尾的金宵大廈平行時空向周意和Lydia告訴世界陷入不完美循環和能夠找出微小突破點的概念，同時向他們告訴穿越世界不止經七樓半這個方法 |
| 劉 江              | 阿Lam／林若思 （平行時空） | 林哥仔、林老師 「高芊攝影」店主 能透過不同的方法來（金宵大廈的七樓半是其中的一個方法）穿越不同時空 於第19集在周意改變過去後的時空中與Ella交往；於同集阻止Maurice進入金宵大廈的七樓半 於第20集認清狀況後決定放棄追尋屬於自己的楊玉華，並在突破循環拯救Ella後離開 於第20集以晚年樣貌來到2045年尾的金宵大廈平行時空向周意和Lydia告訴世界陷入不完美循環和能夠找出微小突破點的概念，同時向他們告訴穿越世界不止經七樓半這個方法 |
| Mavis              | 靚 寶 | 黑貓／流浪貓，在金宵大廈生活多年，經常神出鬼沒，能透過不同的方法來（金宵大廈的七樓半是其中的一個方法）穿越不同時空 於第19集在被改變後的時空將Maurice帶到金宵大廈的七樓半的平行時空，但立即被阿Lam帶回其原本的時空，因此Maurice與Lydia並沒有於此時空相遇 於第20集引領精神病院醫生到初建成的金宵大廈天台與金宵大廈的建築師見面，後與一隻白色貓相遇 |

### 其他演員
| 演員   | 角色                | 暱稱／關係 |
| 趙希洛 | Jessie Yuen         | Jessie 大律師，專打離婚官司 Ella之好友，不贊成對方與Maurice交往 針對Maurice 十分厭惡出軌的男人 Leo Man之同事兼女友 於第2集登場 |
| 趙希洛 | 四 爺 （平行時空）  | 「優質地產公司」地產高管 李茂安之上司 參見單元五《對倒》                                                                       |
| 黃建東 | Leo Man             | Leo Jessie Yuen之同事兼男友 於第11集登場                                                                                       |
| 黃建東 | 李茂安 （平行時空） | 茂利安 「優質地產公司」地產經紀 四爺之下屬 參見單元五《對倒》                                                                  |
| 陳勉良 | 榮 叔               | 街坊（第1、3、7、9－12、14－15集）                                                                                             |
| 劉桂芳 | 榮 嬸               | 街坊（第1、3、7、9－12、14－15集）                                                                                             |
| 曾慧雲 |                     | 街坊（第1、3、7、9－12、14－15集）                                                                                             |
| 莫偉文 |                     | 街坊（第1、3、7、9－12、14－15集）                                                                                             |
| 蘇恩磁 |                     | 街坊（第1集） |
| 吳綺珊 |                     | 店員（第1、7－8、10集） |
| 吳展驊 |                     | 宅男（第1集） |
| 譚坤倫 |                     | 宅男（第1集） |
| 周麗欣 |                     | 60年代的精神病院女護士（第1－4、8、14－15、17集）                                                                              |
| 吳珮如 |                     | 60年代的精神病院女護士（第1－4、8、17集）                                                                                      |
| 李顯曜 |                     | 60年代的精神病院男護士（第1、8、14集）                                                                                         |
| 鍾煒喬 |                     | 60年代的精神病院男護士（第1、8、14集）                                                                                         |
| 廖家爵 |                     | 男侍應（第2、19集） |
| 郭田葰 |                     | 新聞報導員（第2、12、16集） |
| 吳幸美 |                     | 記者（第3集） |
| 黃愷怡 |                     | 主持（第4集） |
| 包曉華 |                     | 豪強之母（第5集） |
| 胡美貽 |                     | 藥妝店店員（第8、10、13集） |
| 胡美貽 | 街坊（第9集）       | |
| 古天祥 |                     | 60年代的精神病院主任醫生（第8、20集）                                                                                          |
| 黃梓瑋 |                     | 街坊（第9集） |
| 蘇麗明 |                     | 女客人（第9集） |
| 梁麗翹 |                     | 主持（第13－14集） |
| 鍾 晴  |                     | 美少女（第15集） |
| 何偉業 |                     | MIA治安官（第16－18集） |
| 趙樂賢 |                     | MIA治安官（第16－18集） |
| 鄒兆霆 |                     | 新郎（第17集） |
| 區軒瑋 |                     | 60年代的精神病院顧問醫生（第20集）                                                                                             |
| 紀保羅 |                     | 60年代的精神病院院長（第20集）                                                                                                 |

## 歌曲
| 主唱      | 歌曲                        | 作曲           | 填詞        | 編曲   | 監製           |
| 譚嘉儀    | 今宵多珍重（粵語；主題曲）  | 王福齡         | 鄭國江      | 朱俊傑 | 何哲圖／朱俊傑 |
| 谷婭溦    | 今宵多珍重（國語；片尾曲）  | 王福齡         | 馮鳳三      | 朱俊傑 | 何哲圖／朱俊傑 |
| 李施嬅    | 相愛萬年（插曲）            | 李施嬅／蔡慧芝 | 林若寧      | 古馳   | 譚國政         |
| JW 王灝兒 | 伴我左右（插曲2）           | 張家誠         | 李峻一      | 張家誠 | 何哲圖／韋景雲 |
| 鄭俊弘    | Stand By Your Side（插曲3） | 鄺靜欣         | Wayne James | 劉易昇 | 何哲圖／劉易昇 |
| 白 光     | 魂縈舊夢（插曲4）           | 侯 湘          | 水西村      |        |                |

## 記事
- 2020年9月2日：此劇開鏡拍攝。[14]
- 2020年11月25日：此劇全劇煞科。
- 2022年4月2日：此劇於13:00在將軍澳電視廣播城舉行「愛在金宵 再續前緣」宣傳活動。[15]
- 2022年4月2日：製作特輯《金宵大廈2奇幻解碼》於22:30在翡翠台播出。
- 2022年4月8日：此劇於14:00在將軍澳電視廣播城舉行「金宵生存之道」宣傳活動。[16]
- 2022年4月14日：此劇演員陳山聰、胡鴻鈞、連詩雅及主唱此劇主題曲的譚嘉儀於20:00參與由愛爆音樂舉行的網上直播音樂會《金宵Concert Watch From Home》，並由同樣有參演此劇的鄭子誠聲音導航。[17]
- 2022年4月15日：此劇於14:00在將軍澳電視廣播城舉行「誰大？誰惡？誰正確？」宣傳活動。[18]
- 2022年4月22日：此劇於16:00在將軍澳電視廣播城舉行「金宵大胃王」宣傳活動。[19]
- 2022年4月27日：此劇於16:30在將軍澳電視廣播城舉行「原·緣」宣傳活動。[20]
- 2022年9月9日：此劇插曲相愛萬年收錄於李施嬅首張個人大碟李施嬅 Selena Lee。

## 軼事
- 此劇雖然為《金宵大廈》的續作，但除了兩部作品同樣有黑貓「靚寶」及「阿Lam」（張彥博飾）一角實為「林若思」外，本作與前作並無太大關係。[21]
- 正如前作《金宵大廈》，此劇金宵大廈的原型同樣為位於尖沙咀的香檳大廈。而此劇金宵大廈商場場景於大埔工業邨亞洲電視錄影廠內搭建拍攝。至於以精神病院為背景之部分，則主要於饒宗頤文化館取景。單元三《城寨英雄GO!》的1950年代九龍城寨場景，乃於屯門碼頭附近搭建而成。[22][23]
- 此劇「郭渺渺」一角原定由江嘉敏飾演，因檔期問題，改由蘇皓兒飾演。[24][25]
- 龔嘉欣原定有份演出此劇，但因舊患問題而辭演。[26]
- 此劇曾被考慮為無綫電視邁向55周年台慶劇，惟因內地方面決定問題而未能成事。[27]
- 此劇時段原定安排播放《黯夜守護者》，最終本劇被安排於2022年4月4日於翡翠台首播。[28]
- 此劇是編審羅佩清在無綫電視的告別作[29]，而已離開無綫的演員劉江於第20集大結局特別客串演出。[30][31][32]

## 迴響及評價

### 單元二：《雙魚》
此劇單元二《雙魚》講述伍詠薇與蘇皓兒飾演的母女相生相剋。據監製葉鎮輝表示，此單元故事靈感乃取材自2015年於美國發生的迪迪·布朗夏爾謀殺案。 劇集由母親控制女兒，令女兒離家出走，母親為將自由送回給女兒，閉眼衝出馬路，最終被車撞到終身殘廢。由被照顧者變成照顧者的渺渺，全程享受控制權，並反利用傷殘的母親作「賣慘」籌碼，驚喜結局引起觀眾迴響，伍詠薇亦獲讚演技大爆發。而劇中多次出現的「雙魚」圖案（牆壁、家中裝飾、母女間「愛」的信物），母親向年幼女兒訴說的神話故事，均在強調二人的羈絆，製作單位獲讚鋪排有心思。

### 單元四：《姐姐》
此劇單元四《姐姐》中演員黃婉華因飾演菲傭「Louisa」而塗黑皮膚，香港觀眾及傳媒均普遍讚賞其演技，認為其外形及神態皆與現實中的菲傭相當神似。
4月13日，法新社港澳台主管Jerome Taylor於其個人Twitter帳戶轉發帖文，稱此舉涉及棕臉扮裝，乃黑臉扮裝的一種，惹來種族主義及種族歧視爭議。其後Jerome Taylor以法新社名義對事件作專題報導，批評劇中此舉實有傳播對菲律賓人的刻板印象之嫌，並訪問家政工人兼國際移民聯盟（International Migrants Alliance）主席Eni Lestari等人，稱做法不尊重外傭乃至菲律賓人。 報導刊出後，事件上升至國際層面，除法新社轉譯成日語報導外， Hong Kong Free Press也作進一步報導， 也引起臺灣、新加坡及馬來西亞等海外華文傳媒，乃至菲律賓、印度、美國等海外英文傳媒關注。無綫電視藝員麥明詩亦批評劇中做法，認為劇中相關角色應交由如菲律賓裔或印尼裔等亞洲裔演員演出。 此劇監製葉鎮輝表示角色要求演員須懂得英、菲、粵語，因此較難由菲律賓裔演員演出。就物色飾演Louisa一角之人選，葉鎮輝亦曾接洽2018年香港電影《淪落人》女主角、定居香港的菲律賓女演員姬素·孔尚治，惟對方以不想被角色定型而婉拒。 而香港網民及菲籍人士則認為相關爭議源於部分人矯枉過正，劇中做法只是為了配合劇情，並無不妥。
4月14日，無綫電視發出聲明公開致歉，表示劇中演員相關做法純屬劇情需要，無意表達不尊重或歧視任何國籍。及後，無綫電視將劇中以《姐姐》單元為主線的第七及第八集內容自myTV SUPER下架，並表示會修正相關內容後才把相關集數重新上架。 菲律賓駐港總領事Raly Tejada在回覆南華早報就事件查詢時，則批評劇中相關內容是「徹頭徹尾的無知、麻木不仁和令人反感」（downright ignorant, insensitive and totally disgusting），只是以負面方式描繪菲傭而對他們造成傷害，並稱無綫電視的道歉實際上並無歉意。第七及第八集內容後於4月29日在myTV SUPER重新上架。
4月15日，平等機會委員會主席朱敏健在電台節目表示，不是所有塗黑行為必然有錯，但劇中有部分描述外傭的對白令人感到不舒服，認為製作者要提升敏感度。
4月17日，時任無綫電視總經理（節目內容營運）曾志偉出席《2022年度香港小姐競選》「全球招募」記者會時就事件作出回應，認為劇中演員做法純屬劇情需要，並無歧視成分。
4月19日，姬素·孔尚治於其Facebook發表聲明，指斥一段在網上流傳的劇集花絮片段中，黃婉華在拍攝前為Louisa一角一邊塗黑自己皮膚、一邊模仿菲律賓人英語口音的行為「令人反感」（distasteful）。該花絮片段由同單元演員林景程上載至其Instagram後公開流傳。
4月20日，黃婉華在Instagram發文，對劇集及角色所引起的負面影響致歉，並表示自己無意不尊重及歧視任何族裔。
4月21日，林景程於Instagram發文，就公開黃婉華在拍攝前塗黑皮膚的花絮片段致歉，並稱自己沒有對任何種族作不尊重含意。

## 收視
| 集數  | 播映日期                     | 平均收視 | 備註   |
| 1-5   | 2022年4月4日－2022年4月8日   | 18.8點   | [ 74 ] |
| 6-10  | 2022年4月11日－2022年4月15日 | 18.5點   | [ 75 ] |
| 11-15 | 2022年4月18日－2022年4月22日 | 16.5點   | [ 76 ] |
| 16-20 | 2022年4月25日－2022年4月29日 | 15.6點   | [ 77 ] |
| 全劇  | 全劇                         | 17.4點   |        |

## 獎項

### Asian Academy Creative Awards2022
| 年份                               | 獎項   | 單位 | 結果 |
| ---------------------------------- | ------ | ---- | ---- |
| 2022                               |        |      |      |
| Best Direction(Fiction) - National | 葉鎮輝 | 獲獎 |      |
| Best Direction(Fiction)            | 葉鎮輝 | 提名 |      |

### 亞洲電視大獎
| 年份       | 獎項   | 單位     | 結果 |
| ---------- | ------ | -------- | ---- |
| 2022       |        |          |      |
| 最佳女主角 | 李施嬅 | 最後八強 |      |

### 萬千星輝頒獎典禮
| 年份                      | 獎項      | 單位                                                        | 角色/搭檔 | 結果 |
| 2022年                    |           |                                                             |           |      |
| 最佳劇集                  | 金宵大廈2 |                                                             | 最後十強  |      |
| 馬來西亞最喜愛TVB電視劇集 | 金宵大廈2 | 最後五強                                                    |           |      |
| 最佳女主角                | 李施嬅    | Ella / 女醫生 / Lydia / Alex / Coco                         | 最後五強  |      |
| 最受歡迎電視女角色        | 李施嬅    | Ella / 女醫生 / Lydia / Alex / Coco                         | 提名      |      |
| 馬來西亞最喜愛TVB女主角   | 李施嬅    | Ella / 女醫生 / Lydia / Alex / Coco                         | 最後五強  |      |
| 最受歡迎電視拍檔          | 李施嬅    | 與陳山聰一同提名                                            | 提名      |      |
| 最受歡迎電視歌曲          | 李施嬅    | 《相愛萬年》                                                | 提名      |      |
| 最佳男主角                | 陳山聰    | Maurice / 男病人 / Joey / 蕭偉明 / 劉旭輝 / 建築師 / 飛機師 | 獲獎      |      |
| 最受歡迎電視男角色        | 陳山聰    | Maurice / 男病人 / Joey / 蕭偉明 / 劉旭輝 / 建築師 / 飛機師 | 提名      |      |
| 馬來西亞最喜愛TVB男主角   | 陳山聰    | Maurice / 男病人 / Joey / 蕭偉明 / 劉旭輝 / 建築師 / 飛機師 | 最後五強  |      |
| 最受歡迎電視拍檔          | 陳山聰    | 與李施嬅一同提名                                            | 提名      |      |
| 最受歡迎電視女角色        | 伍詠薇    | 李淑芬                                                      | 提名      |      |
| 最佳女配角                | 伍詠薇    | 李淑芬                                                      | 提名      |      |
| 最受歡迎電視女角色        | 趙希洛    | Jessie / 四爺                                               | 提名      |      |
| 最佳女配角                | 趙希洛    | Jessie / 四爺                                               | 最後十強  |      |
| 最受歡迎電視男角色        | 鄭子誠    | 陳喜力                                                      | 提名      |      |
| 最佳男配角                | 鄭子誠    | 陳喜力                                                      | 最後十強  |      |
| 最受歡迎電視男角色        | 張彥博    | 阿Lam / 林若思                                              | 提名      |      |
| 最佳男配角                | 張彥博    | 阿Lam / 林若思                                              | 提名      |      |
| 最受歡迎電視男角色        | 郭子豪    | 金碩訓                                                      | 提名      |      |
| 最佳男配角                | 郭子豪    | 金碩訓                                                      | 提名      |      |
| 飛躍進步男藝員            | 曾展望    | 陳健力（第1-2集） 陳燕京（第9集）                           | 提名      |      |
| 飛躍進步男藝員            | 黃建東    | 李茂安 / Leo Man                                            | 最後五強  |      |
| 飛躍進步女藝員            | 伍樂怡    | 劉雪盈                                                      | 提名      |      |
| 最受歡迎電視歌曲          | 譚嘉儀    | 《今宵多珍重（粵）》                                        | 最後五強  |      |
| 最受歡迎電視歌曲          | 谷婭溦    | 《今宵多珍重（國）》                                        | 提名      |      |
| 最受歡迎電視歌曲          | 王灝兒    | 《伴我左右》                                                | 提名      |      |
| 最受歡迎電視歌曲          | 鄭俊弘    | 《Stand By Your Side》                                      | 提名      |      |

### 觀眾在民間電視大獎
| 年份               | 獎項                   | 單位                                                                                            | 角色/搭檔 | 結果 |
| 2022年             |                        |                                                                                                 |           |      |
| 民選最佳劇集       | 金宵大廈2              | 不適用                                                                                          | 提名      |      |
| 民選最佳劇本       | 金宵大廈2              | 不適用                                                                                          | 提名      |      |
| 民選最佳攝影       | 金宵大廈2              | 不適用                                                                                          | 第8名     |      |
| 民選最佳女主角     | 李施嬅                 | Ella / 女醫生 / Lydia / Alex / Coco                                                             | 提名      |      |
| 民選最佳男主角     | 陳山聰                 | Maurice / 男病人 / Joey / 蕭偉明 / 劉旭輝 / 建築師 / 飛機師                                     | 提名      |      |
| 民選最佳戲劇拍檔   | 陳山聰與李施嬅一同提名 | Maurice / 男病人 / Joey / 蕭偉明 / 劉旭輝 / 建築師 / 飛機師 Ella / 女醫生 / Lydia / Alex / Coco | 提名      |      |
| 民選最佳戲劇拍檔   | 胡鴻鈞與連詩雅一同提名 | 小程 葉科雲                                                                                     | 提名      |      |
| 民選最佳電視歌曲   | 李施嬅                 | 《相愛萬年》                                                                                    | 提名      |      |
| 民選最佳女配角     | 趙希洛                 | Jessie / 四爺                                                                                   | 提名      |      |
| 民選最佳男配角     | 胡鴻鈞                 | 小程                                                                                            | 提名      |      |
| 民選飛躍進步男藝員 | 黃建東                 | 李茂安 / Leo Man                                                                                | 提名      |      |

### 其他獎項
| 年份   | 頒獎典禮                        | 獎項                                | 作品         | 單位   | 結果 |
| 2022年 | 第7屆VIP音樂榜頒獎禮            | VIP最佳演鐸獎 - 金獎                | 《相愛萬年》 | 李施嬅 | 獲獎 |
| 2022年 | 第7屆VIP音樂榜頒獎禮            | VIP熱選歌曲創作大獎                 | 《相愛萬年》 | 李施嬅 | 獲獎 |
| 2022年 | 2022 年度 Google 香港熱門搜尋榜 | Google 香港 2022 年度熱搜節目-第3位 | 金宵大廈2    |        | 獲獎 |

## 外部連結
- 金宵大廈2 - 免費觀看TVB劇集 - TVBAnywhere 北美官方網站 （页面存档备份，存于）
- 豆瓣电影上《金宵大廈2》的資料 （简体中文）

## 電視節目的變遷
| 香港 無綫電視翡翠台／ 澳門 TVB Anywhere翡翠台 星期一至五 21:30－22:30 | 香港 無綫電視翡翠台／ 澳門 TVB Anywhere翡翠台 星期一至五 21:30－22:30 | 香港 無綫電視翡翠台／ 澳門 TVB Anywhere翡翠台 星期一至五 21:30－22:30 |
| --------------------------------------------------------------------- | --------------------------------------------------------------------- | --------------------------------------------------------------------- |
|                                                                       | 金宵大廈2 （2022年4月4日－2022年4月29日）                             |                                                                       |
| 飛虎3壯志英雄 （2022年2月21日－2022年4月1日）                         | 雙生陌生人 （2022年5月2日－2022年5月27日）                            |                                                                       |

| 马来西亚 Astro AOD 星期一至五 21:30－22:30    | 马来西亚 Astro AOD 星期一至五 21:30－22:30 | 马来西亚 Astro AOD 星期一至五 21:30－22:30 |
| --------------------------------------------- | ------------------------------------------ | ------------------------------------------ |
|                                               | 金宵大廈2 （2022年4月4日－2022年4月29日）  |                                            |
| 飛虎3壯志英雄 （2022年2月21日－2022年4月1日） | 雙生陌生人 （2022年5月2日－2022年5月27日） |                                            |

| 马来西亚、 菲律賓 翡翠台 星期一至五 21:30－22:30 | 马来西亚、 菲律賓 翡翠台 星期一至五 21:30－22:30 | 马来西亚、 菲律賓 翡翠台 星期一至五 21:30－22:30 |
| ------------------------------------------------ | ------------------------------------------------ | ------------------------------------------------ |
|                                                  | 金宵大廈2 （2022年4月4日－2022年4月29日）        |                                                  |
| 飛虎3壯志英雄 （2022年2月21日－2022年4月1日）    | 雙生陌生人 （2022年5月2日－2022年5月27日）       |                                                  |

| 翡翠台香港時區 星期一至五 21:30－22:30        | 翡翠台香港時區 星期一至五 21:30－22:30     | 翡翠台香港時區 星期一至五 21:30－22:30 |
| --------------------------------------------- | ------------------------------------------ | -------------------------------------- |
|                                               | 金宵大廈2 （2022年4月4日－2022年4月29日）  |                                        |
| 飛虎3壯志英雄 （2022年2月21日－2022年4月1日） | 雙生陌生人 （2022年5月2日－2022年5月27日） |                                        |

| 新加坡 翡翠台 星期一至五 21:30－22:30         | 新加坡 翡翠台 星期一至五 21:30－22:30      | 新加坡 翡翠台 星期一至五 21:30－22:30 |
| --------------------------------------------- | ------------------------------------------ | ------------------------------------- |
|                                               | 金宵大廈2 （2022年4月4日－2022年4月29日）  |                                       |
| 飛虎3壯志英雄 （2022年2月21日－2022年4月1日） | 雙生陌生人 （2022年5月2日－2022年5月27日） |                                       |

| 美国 TVB1 星期一至五 劇場 東岸時間 21:00－22:00      | 美国 TVB1 星期一至五 劇場 東岸時間 21:00－22:00 | 美国 TVB1 星期一至五 劇場 東岸時間 21:00－22:00 |
| ---------------------------------------------------- | ----------------------------------------------- | ----------------------------------------------- |
|                                                      | 金宵大廈2 （2022年4月4日－2022年4月29日）       |                                                 |
| 飛虎3壯志英雄 （2022年2月21日－2022年4月1日）        | 雙生陌生人 （2022年5月2日－2022年5月29日）      |                                                 |
| 美国 TVBSF 星期一至五 黃金劇場 西岸時間 22:00－23:00 |                                                 |                                                 |
| 飛虎3壯志英雄 （2022年2月21日－2022年4月1日）        | 金宵大廈2 （2022年4月4日－2022年4月29日）       | 雙生陌生人 （2022年5月2日－2022年5月29日）      |

| 美国 TVBJ1 星期一至五 黃金劇場 · 東岸時間 22:00－23:00 · 西岸時間 19:00－20:00 美国 TVBJ2 星期一至五 黃金劇場 西岸時間 22:00－23:00 | 美国 TVBJ1 星期一至五 黃金劇場 · 東岸時間 22:00－23:00 · 西岸時間 19:00－20:00 美国 TVBJ2 星期一至五 黃金劇場 西岸時間 22:00－23:00 | 美国 TVBJ1 星期一至五 黃金劇場 · 東岸時間 22:00－23:00 · 西岸時間 19:00－20:00 美国 TVBJ2 星期一至五 黃金劇場 西岸時間 22:00－23:00 |
| --- | --- | --- |
| | 金宵大廈2 (2022年12月29日－2023年1月25日)                                                                                           | |
| 飛虎3壯志英雄 (2022年11月17日－2022年12月28日)                                                                                      | 雙生陌生人 (2023年1月26日－2023年3月1日)                                                                                            | |

| 加拿大 新時代電視2高清台 西岸時間／溫哥華 星期一至五 17:30－18:30 | 加拿大 新時代電視2高清台 西岸時間／溫哥華 星期一至五 17:30－18:30 | 加拿大 新時代電視2高清台 西岸時間／溫哥華 星期一至五 17:30－18:30 |
| ----------------------------------------------------------------- | ----------------------------------------------------------------- | ----------------------------------------------------------------- |
|                                                                   | 金宵大廈2 （2022年4月4日－2022年4月29日）                         |                                                                   |
| 飛虎3壯志英雄 （2022年2月21日－2022年4月1日）                     | 雙生陌生人 （2022年5月2日－2022年5月27日）                        |                                                                   |
| 東岸時間／多倫多 星期一至五 20:30－21:30                          |                                                                   |                                                                   |
| 飛虎3壯志英雄 （2022年2月21日－2022年4月1日）                     | 金宵大廈2 （2022年4月4日－2022年4月29日）                         | 雙生陌生人 （2022年5月2日－2022年5月27日）                        |

| 翡翠台 星期二至六 21:30－22:30                | 翡翠台 星期二至六 21:30－22:30             | 翡翠台 星期二至六 21:30－22:30 |
| --------------------------------------------- | ------------------------------------------ | ------------------------------ |
|                                               | 金宵大廈2 （2022年4月5日－2022年4月30日）  |                                |
| 飛虎3壯志英雄 （2022年2月22日－2022年4月2日） | 雙生陌生人 （2022年5月3日－2022年5月28日） |                                |

| 新加坡 HUB娛家戲劇台 劇集首映 星期一至五 20:00－21:00 | 新加坡 HUB娛家戲劇台 劇集首映 星期一至五 20:00－21:00 | 新加坡 HUB娛家戲劇台 劇集首映 星期一至五 20:00－21:00 |
| ----------------------------------------------------- | ----------------------------------------------------- | ----------------------------------------------------- |
|                                                       | 金宵大廈2 （2022年8月30日－2022年9月26日）            |                                                       |
| 飛虎3壯志英雄 （2022年7月19日－2022年8月29日）        | 雙生陌生人 （2022年9月27日－2022年10月31日）          |                                                       |